# Ferihegy
Ferihegy Budapest XVIII. kerületének egyik városrészének, Pestszentlőrinc egyik részterülete. Az Igló utcai körüli lakónegyedet kivéve majdnem egészét a Budapest Liszt Ferenc nemzetközi repülőtér (régebbi nevén a Ferihegyi repülőtér) foglalja el.

## Fekvése
Határai: Csévéző utca a MÁV újszászi vasútvonalától (120a) – a XVII. és XVIII. kerület közigazgatási határa – A Ferihegyi repülőtérre vezető út – a Liszt Ferenc Nemzetközi Repülőtér kerítése délkeletnek futva – főváros határa – a MÁV ceglédi vasútvonala (100) a Csévéző utcáig.

## A név eredete
A név Mayerffy Xavér Ferencre emlékeztet. A 18. században Grassalkovich (III.) Antal birtokai voltak a környéken, aki eladósodása miatt adta bérbe a területet Mayer Ferencnek, a  Mayerffy-dinasztia alapítójának. A család mintagazdasággá fejlesztette a Ferihegyi majort, amin szőlőfajta-gyűjtemény is volt a későbbi repülőtér helyén. Az itt, feltehetően már az 1830-as években megalapított „Ferihegyi” bérgazdaság, tehenészet egész környéke és a hozzá vezető út azóta is viseli az alapító keresztnevének kicsinyítő-becéző alakját, míg a hegy utótag a szőlős területek korabeli megnevezésére utal.

## A területről
A Vecsés és Pestszentlőrinc határában lévő Ferihegyi puszta és környékének nagy része mint „Vigyázó-örökség” a Magyar Tudományos Akadémia tulajdona volt, illetve kisebb területek magánkézen voltak 1939-ben, amikor a Közmunkatanács is alkalmasnak találata az 500 holdas területet egy új repülőtér létesítésére.
A városrész népessége 2001-ben 706, 2011-ben 807 fő volt.

### A „Ferihegyi repülőtér”

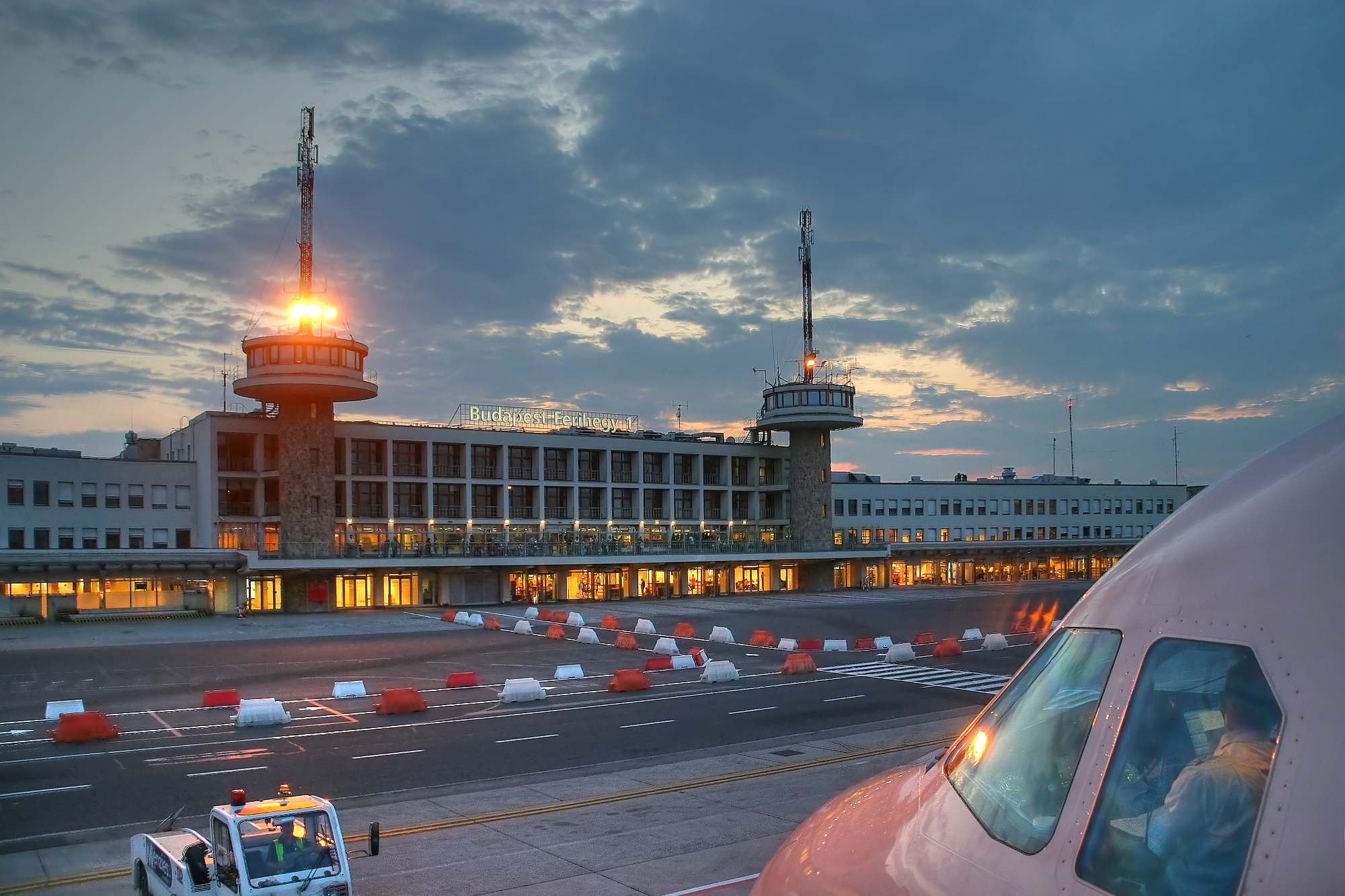
A Ferihegyi repülőtér 1-es terminálja

A Budapest Liszt Ferenc Nemzetközi Repülőteret, amelynek csak egy része esik a főváros területére, korábban erről a városrészről nevezték el; a repülőteret a közbeszédben ma is gyakran csak „Ferihegyként” emlegetik. Teljes területe 1515 hektár. Az 1940-es években még csak épülő Ferihegyi repülőtér is teljesen használhatatlanná vált a második világháborús pusztítások következtében. Ünnepélyes megnyitására 1950. május 7-én került sor.
A repülőtér két futópályával (mindkettő L (bal) irányon II., R (jobb) irányon III/B kategóriás műszeres megközelítési eljárást biztosító légi navigációs segédeszközökkel) rendelkezik. A pályák mindegyike két irányból közelíthető meg. A 31-es irány azt jelenti, hogy a le- és felszálló repülőgépek 310-es irányba, azaz észak-nyugati irányba, Budapest felé repülnek fel, a leszállás pedig dél-kelet felől, azaz Vecsés, illetve Üllő irányából történik. A 13-as irány ennek a fordítottja. Két terminálja közül az 1-eshez (ami már csupán mint rendezvényközpont működik) tartoznak a Cargo (áruszállító) járatok állóhelyei, míg mellette a GAT (General Aviation Terminal) forgalmi előtere a saját vagy bérelt kisrepülőgéppel vagy business jettel utazók, illetve a 2-es terminál A és B épületrészei az érkező és induló utasok forgalmát biztosítja. Ezek mellett további várakozóhelyek, kiszolgálóépületek is kialakításra kerültek.
A repülőtér a XVIII. kerülethez (azon belül Pestszentlőrinchez és részben Vecséshez) tartozik.  Magyarország legjelentősebb nemzetközi repülőtere utasforgalom és áruforgalom szempontjából is. Területe és a helyi gazdaságban betöltött szerepe által is markánsan elkülönül a kerület többi részétől. Utóbbi szempontból a nemzetközi logisztika szerepe és a légikikötői forgalom kiszolgálására települt vállalkozások szolgáltató tevékenysége a meghatározó. Területén található a Wizz Air Hungary Kft., a RÜK (Repülőtéri Üzemanyag Kiszolgáló) Kft., valamint a HungaroControl Magyar Légiforgalmi Szolgálat Zrt. telephelye. A nemzetközi repülőtér jelenléte nagy részben hozzájárult, hogy a kerület közvetlen kapcsolattal rendelkezik a hazai – és így közvetve az európai – gyorsforgalmi úthálózatokkal és vasút-hálózattal, a közelségéből adódó potenciális idegenforgalmi előnyöket a 2010-es évekig mégsem tudta kihasználni, mivel túlnyomórészt a légikikötő utasforgalmára épülő szállodák is többnyire Vecsés területén épültek fel. A repülőtér és a kapcsolódó (multinacionális) vállalatok ugyanakkor jelentős adóbevételt biztosítanak a XVIII. kerületnek, ahol a legnagyobb és – a 2010-es évekig – az egyetlen húzóerőt képviselő vállalkozás. Mégsem kapcsolódik szervesen a kerület gazdasági életéhez, elkülönülten, szigetszerűen működik, perifériatérsége funkcióhiányos. Ezen az önkormányzat az AirLED (Local Economic Development in Airport Catchment Areas, magyarul: helyi gazdaságélénkítés a repülőterek vonzáskörzetében) megnevezésű közép-európai projekttel kívánt változtatni, melynek keretében kidolgozásra került a reptéri térség hosszú távú fejlesztési koncepciója.
A ferihegyi repülőtér 1. terminál felvételi épülete műemléki épület, környezete műemléki környezet.